# Борис Вијан
Борис Вијан (фр. Boris Vian; Вил де Авр, 10. март 1920 – 23. јун 1959) је био француски писац, песник, музичар, певач, преводилац, критичар, глумац, проналазач и инжењер. Он је највише упамћен данас због својих романа. Објављивао је под псеудонимом Вернон Саливен романе који су били бизарне пародије кривичних фикција, високо контроверзне у време њиховог публиковања. Вијан је остала дела објавио под својим правим именом, карактеристичним високо индивидуалним стилом писања са бројним измишљеним речима, игром речи и надреалистичким приступом.

## Каријера
Завршио је школу за инжењера. Као инжењер, радио је у Француској асоцијацији за стандардизацију која га је спутавала, а посветио јој је сатирични роман „Vercoquin et le plankton“, који је написао у 23. години. У 17. години Вијан је први пут чуо Дјука Елингтона, и тада је научио да свира трубу. Јавило му се и интересовање према америчкој култури.

Пише на стотине песама, развија каријеру певача у кабареу, глуми у филмовима, стиже да пише критике за француски магазин посвећен џезу. У року од две године ствара два запажена романа, једно ремек-дело, роман „Вадисрце” 1946. године, а следеће године, под псеудонимом Вернон Саливен, крваву причу „Пљуваћу по вашим гробовима”. Вијанов насилни роман је био забрањен, а аутор је кажњен са 100.000 франака. Није се смирио, и написао је још два шунд романа под псеудонимом Вернон Саливен. „Пљуваћу по вашим гробовима” прати убицу, америчког црнца Лија Андерсона који се свети због линчовања млађег брата тако што силује и убија беле девојке.
Џејмс Болдвин, амерички писац, забележио је да суштина те књиге није у сексуалном иживљавању, него да говори о гневу и болу.
„Вијан је (о том гневу) могао да чује у музици црнаца, по подрумима и баровима ондашњег Париза. Могао је то да сазна и од Вилијама Фокнера, Ричарда Рајта и Честера Хајмса, али он је то чуо у музици и, сигурно, видео на улицама”, забележио је Болдвин.

## Музика
Виан је такође извршио важан утицај на француску џез сцену. Написао за неколико критика џез сцене у Паризу и објавио бројне чланке који се баве џезом како у Сједињеним Америчким Државама тако и у Француској. Његова музика и песме уживају популарност током његовог живота, а посебно антиратна песма Le Déserteur (Дезертер).

## Смрт
Јуна 1959. године Вијан одлази на пројекцију филмске верзије његове књиге “Пљуваћу по вашим гробовима”. Посвађао се са продуцентима око интерпретације и реализације филма кога се и јавно одрекао наводећи да је желео да се његово име избрише са списка продукције. Неколико минута после почетка филма изговорио је реченицу These guys are supposed to be American? My ass!. Тада се сручио у своју столицу и умро од срчаног удара на путу до болнице.